# 南大街 (烟台)
南大街是中国山东省烟台市芝罘区的一条街道，东西走向，西起西炮台南路，东接解放路。原称“南大道”、“南道”。

## 历史
南大街始建于1850年。1928年，胶东军政长官刘珍年下令整修南大街，包括硬化道路让南大街成为水泥道路。后因胶东之战停工，由烟台商会主持在南大街修筑了“三合土”道路。1958年，烟台政府拓宽并延长南大街，使南大街西起通伸，东至解放路。1967年，烟台政府将西部只楚路并入南大街，并改称跃进路。1986年又将跃进路西炮台南路至解放路段复名南大街，西炮台南路以西路段复名只楚路。
南大街自从烟台开埠后就成为烟台重要的商业中心。烟台市博物馆、天后行宫等烟台知名建筑也位于南大街上。